# Reverse Address Resolution Protocol
Reverse Address Resolution Protocol (RARP) ou Protocolo de Resolução Reversa de Endereços associa um endereço MAC conhecido a um endereço IP. Permite que os dispositivos de rede encapsulem os dados antes de enviá-los à rede. Um dispositivo de rede, como uma estação de trabalho sem disco, por exemplo, pode conhecer seu endereço MAC, mas não seu endereço IP. O RARP permite que o dispositivo faça uma solicitação para saber seu endereço IP. Os dispositivos que usam o RARP exigem que haja um servidor RARP presente na rede para responder às solicitações RARP.
O RARP atua na Camada de Ligação de Dados da Pilha de protocolos TCP/IP.